# Fanny Durack
Sarah Frances „Fanny” Durack (Sydney, 1889. október 27. – Sydney, 1956. március 20.) olimpiai bajnok ausztrál úszó.

## Pályafutása
Sydney tengerparti külvárosában, Coogee-ben tanult meg úszni. 1906-ban szerezte első jelentős sikereit a sportban, az 1910–1911-es ausztrál és Új-Dél-Wales-i úszóbajnokságon pedig már ő, és jó barátja, Mina Wylie voltak a legeredményesebbek. A sikerek után meggyőzték a tisztviselőket, hogy részt vehessenek az 1912-es stockholmi olimpián, ahol először rendeztek női úszószámokat.
A játékokon az ausztrálázsiai csapat színeiben versenyeztek. A száz méteres gyorsúszás huszonhét fős mezőnyében könnyen jutottak döntőbe, ahol aztán Durack nagy fölényben első, míg Wylie második lett.
Az 1910-es években minden lehetséges női világrekordot ő tartott a 100 méter és egy mérföld közötti távokon.

## Halála és emlékezete
1956-ban, hatvanhat évesen, rákban halt meg. Sydneyben, a Waverley temetőben nyugszik. Szülővárosában a Fanny Durack Aquatic Centre viseli a nevét.